# Quảng trường Marian Rapacki ở Toruń

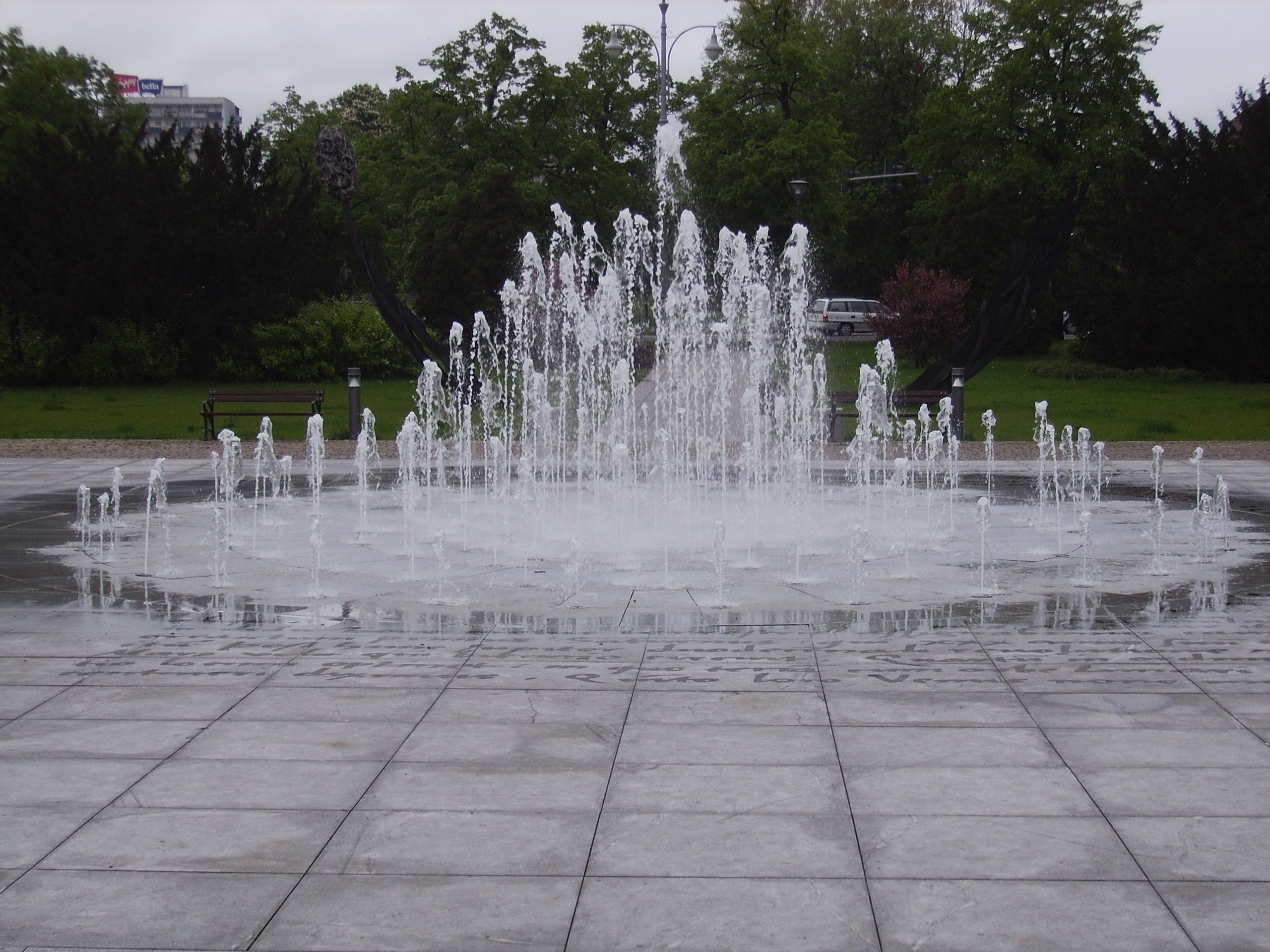
Đài phun nước Cosmopolis tại Quảng trường Rapackiego (ban ngày)

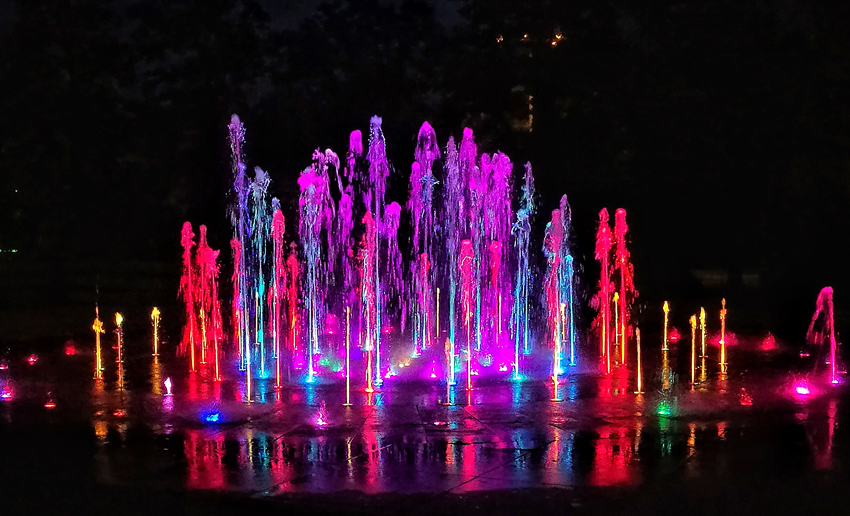
Đài phun nước Cosmopolis (ban đêm)

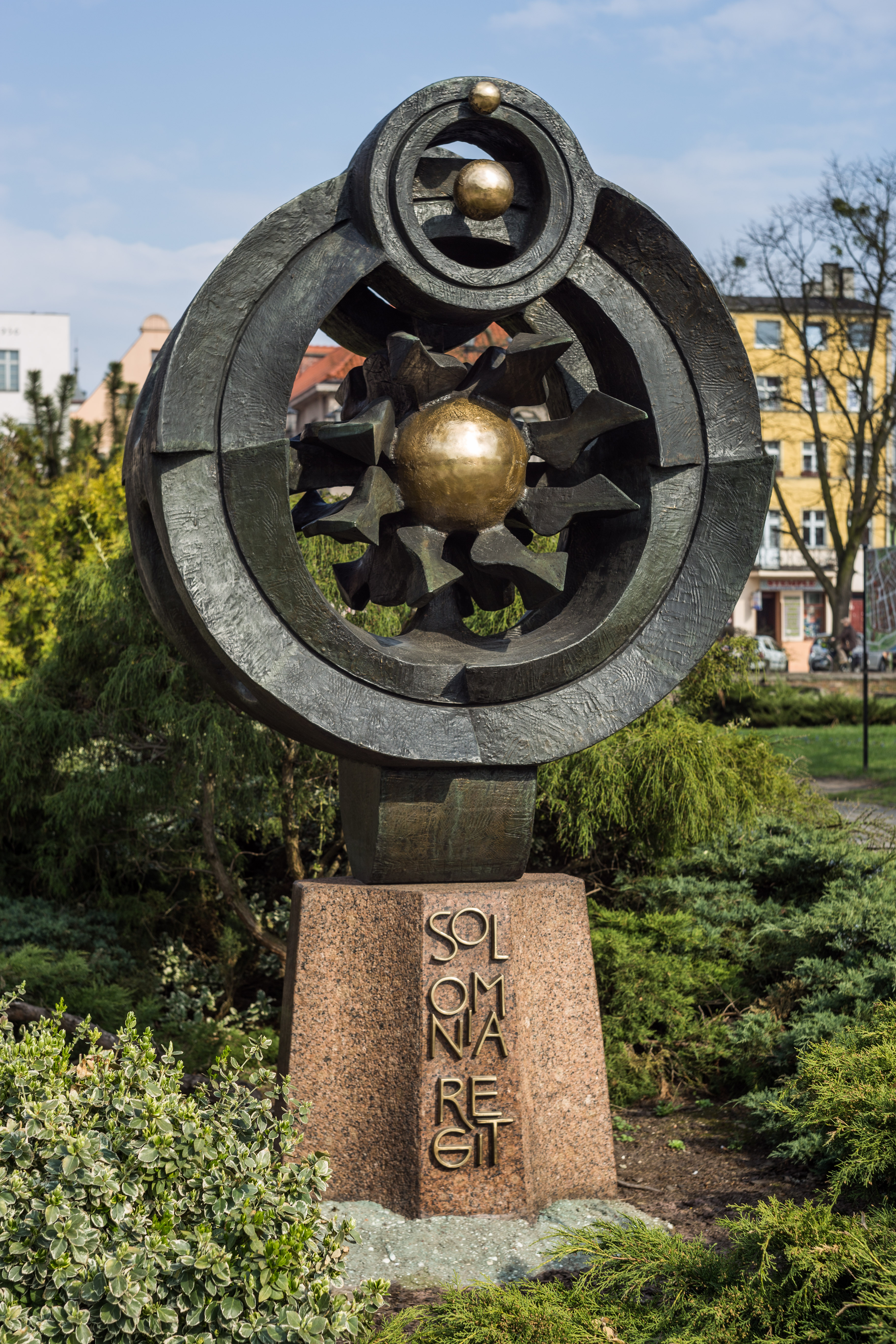
Tượng đài Helios ở Toruń (2018)

Quảng trường Marian Rapacki, hay Quảng trường Rapackiego (tiếng Ba Lan: Plac Mariana Rapackiego) là một trong những quảng trường nổi tiếng nằm ở Toruń, Ba Lan.

## Vị trí
Quảng trường Marian Rapacki nằm ở khu vực phía tây của Thị trấn thời Trung Cổ Toruń.
Một số địa danh xung quanh Quảng trường gồm: Bảo tàng Đại học Nicolaus Copernicus, Tượng đài Helios của Józef Kopczyński, và Đài phun nước Cosmopolis.

## Lược sử hình thành
Sau khi dỡ bỏ và san lấp phần tường thành phía tây của Thị trấn thời Trung Cổ Toruń, Quảng trường được xây dựng.
Năm 1901, hệ thống xe điện hướng đến Phố Kopernika cắt ngang quảng trường.
Năm 1906, tòa nhà Ngân hàng Reichsbank (hiện nay là Bảo tàng Đại học Nicolaus Copernicus UMK) được xây dựng ở phía bắc Quảng trường.
Năm 1931, Quảng trường ban đầu được gọi là Quảng trường Ngân hàng (Plac Bankowy).
Sau Chiến tranh thế giới thứ hai, Quảng trường được đặt theo tên của Marian Rapacki (do đó, tên gọi tắt ngày nay là "Quảng trường Rapackiego").
Sau nhiều lần được cải tạo, hiện nay, Quảng trường chỉ dành cho người đi bộ. Quảng trường được bao phủ bởi nhiều bồn hoa và các loại cây xanh khác nhau. Ở giữa Quảng trường có tượng đài Helios của nhà điêu khắc Józef Kopczyński (tượng trưng cho Hệ Mặt trời - nhân kỷ niệm 500 năm ngày sinh của Nicolaus Copernicus). Ngoài ra, còn có một đài phun nước nằm ở phía đông.